# Microschismus
Microschismus is een geslacht van vlinders van de familie waaiermotten (Alucitidae).

## Soorten
- M. antennatus Fletcher T. B., 1909
- M. cato Meyrick, 1927
- M. columella Meyrick, 1927
- M. ctenias Meyrick, 1911
- M. cymatias Meyrick, 1918
- M. fortis (Walsingham, 1881)
- M. premnias Meyrick, 1913
- M. sceletias Meyrick, 1911
- M. serricornis Meyrick, 1914